# 鈴木三重子
鈴木 三重子（すずき みえこ、1931年11月24日 - 1987年3月12日）は福島県出身の歌手である。本名：菊地 ミヘ子。

## 経歴
父は民謡歌手の鈴木正夫（三女）。1954年、「相馬盆唄」でテイチクよりレコードデビュー。1956年（昭和31年）、「愛ちゃんはお嫁に」の大ヒットで「愛ちゃん」ブームを引き起こす。「愛ちゃんはお嫁に」は発売当時18万枚、1968年（昭和33年）時点では70万枚売れた。この曲は結婚式用ソングとして広く親しまれ、「愛ちゃん」は鈴木三重子自身の愛称にもなった。
1958年（昭和33年）には、藤山愛一郎や山野愛子と共に愛ちゃんの会を結成する。その後は巡業などを中心に活動を行う。後にポリドールレコードへ移籍し、数枚シングルを発売している。
1980年（昭和55年）、病（静脈瘤の手術）のため歌手活動を引退。
1987年（昭和62年）3月12日、肝硬変のため都内の病院で死去。55歳没。同3月15日、東京都渋谷区の代々木八幡葬祭場で葬儀・告別式が営まれた。
ペギー葉山がカバーしたことで一躍著名となった「南国土佐を後にして」を1955年（昭和30年）にレコードに吹き込んでいる。
現在、実弟が二代目鈴木正夫（1937年11月8日‐2019年6月19日）として活躍。

## NHK紅白歌合戦出場歴
| 1956年（昭和31年）/第7回                                                                     | 愛ちゃんはお嫁に | 若原一郎 |
| 1957年（昭和32年）/第8回                                                                     | 坊や船頭さん     | 青木光一 |
| - 第7回と第8回の両方とも、ラジオ中継による音声が現存する。 - 第8回は歌唱中の写真も現存する。 |                  |          |

## 代表曲
- 相馬盆唄(デビュー曲）
- 南国土佐を後にして
- 浮草小唄
- ほろ酔ユンタ
- むすめ巡礼
- 愛ちゃんの子守唄
- 愛ちゃんはお嫁に
- 兄さは東京で嫁もろた
- 潮来恋唄
- 小島の灯台娘
- 背戸の踊り子
- 籠の鳥エレジー

## 出演映画
- 南蛮寺の佝楼男（1957年） - 座員・三重子役
- 喜劇 団体列車（1967年） - 三重子役